# Molla socken
Molla socken i Västergötland ingick i Gäsene härad. Socknen ingår sedan 1974 i Herrljunga kommun och motsvarar Molla distrikt, inrättat 2016.
Arealen är 41,44 kvadratkilometer varav 39,78 land. År 2000 fanns här 384 invånare. Kyrkbyn Molla med sockenkyrkan Molla kyrka ligger i socknen.

## Administrativ historik
Socknen har medeltida ursprung. 
Vid kommunreformen 1862 övergick socknens ansvar för de kyrkliga frågorna till Molla församling och för de borgerliga frågorna bildades Molla landskommun. Landskommunen uppgick 1952 i Gäsene landskommun som 1974 uppgick i Herrljunga kommun. Församlingen uppgick 2010 i Hovs församling.
1 januari 2016 inrättades distriktet Molla, med samma omfattning som församlingen hade 1999/2000.  
Socknen har tillhört län, fögderier, tingslag och domsagor enligt vad som beskrivs i artikeln Gäsene härad. De indelta soldaterna tillhörde Älvsborgs regemente, Gäsenede kompani och Västgöta regemente, Elfsborgs kompani.

## Geografi och natur
Molla socken ligger norr om Borås kring Mollasjön som är största insjö och Nossan. Socknen är en kuperad skogsbygd  med inslag av odlingsbygd. Vid Mollasjöns södra del finns naturreservatet Molla bokskog som ingår i EU-nätverket Natura 2000.

## Byar och hemman
Molla socken består historiskt av följande byar och enstaka hemman. När en by har flera hemman anges också hemmansnumren.
- Attorp, ett hemman (1) och en kvarn (2).
- Dragås, enstaka hemman.
- Fjälla, enstaka hemman.
- Flaberg, by med två hemman (1 Storegården och 3 Kartäcker) samt en kvarn (2). Kartäcker redovisas i äldre tid oftast som ett enstaka hemman.
- Grimmelycke, ett hemman (1) och en kvarn (2).
- Gåsemaden, en utjord som i äldre tid hörde till Sibbared i Ods socken.
- Haga (ibland Molla Haga), ett hemman (1), en kvarn (2) och en åker (3) samt utjorden Lilla Haga (4), också kallad Lillehagen.
- Hult, enstaka hemman.
- Håkentorp, enstaka hemman. Kallas ibland i handlingarna Lilla Håkentorp till skillnad från Håkentorp Östergården i Hovs socken.
- Hägdene, by med tre hemman (1 Östergården, 2 Skattegården och 3 Gategården). En gård i byn (Västergården) hör till Hovs socken. Till byn har tidigare också räknats Kärret, senare ett enstaka hemman i Hovs socken.
- Häla, enstaka hemman.
- Kyrke (även Molla Kyrke), enstaka hemman. På ägorna ligger Molla kyrka.
- Molla, by med fem hemman (1 Nordgården, 2 Askebokgården, 3 Stommen, 5 Skattegården och 6 Klockaregården) samt en tullkvarn (4) och en kvarn (7).
- Mollaryd (från början Ryd), by med sju hemman (1 Häljesgården, 2 Bengtsgården, 3 Ledsgården, 4 Bosgården, 5 Anders-Larsgården, 6 Assarsgården och 7 Backen).
- Orrljunga (Örljunga), ett hemman (1) och en kvarn (2).
- Pädersgärde, enstaka hemman.
- Sjölund, en lägenhet införd i jordeboken 1877.
- Snugge, enstaka hemman.
- Stomlanda, enstaka hemman.
- Stålarp, ett hemman (1)  och en kvarn (2).
- Säryd, enstaka hemman.
- Torp, ett hemman (1)  och en kvarn (2).
- Trädet, enstaka hemman.
- Törestorp, ett hemman (1) och en tullkvarn (2).
- Ulvstorp, enstaka hemman.

## Fornlämningar
En hällkista från stenåldern är funnen. Från bronsåldern finns gravrösen. Från järnåldern finns 15 gravfält, stensättningar och domarringar.

## Befolkningsutveckling
Befolkningen ökade från 502 1810 till 727 1860 varefter den minskade till 379 1970 då den var som minst under 1900-talet. Därefter vände folkmängden uppåt igen till 396 1990.

## Namnet
Namnet skrevs 1413 Molla och kommer från kyrkbyn. Namnet kan möjligen innehålla ett höjdbetecknande ord, molda syftande på höjderna vid kyrkabyn.
Före 23 september 1910 skrevs namnet även Målla socken.